# Ende-zu-Ende-Verschlüsselung
Unter Ende-zu-Ende-Verschlüsselung (englisch „end-to-end encryption“, „E2EE“) versteht man die Verschlüsselung übertragener Daten über alle Übertragungsstationen hinweg. Nur die Kommunikationspartner (die jeweiligen Endpunkte der Kommunikation) können die Nachricht entschlüsseln.

## Theorie
Bei Verwendung einer symmetrischen Verschlüsselung darf der Schlüssel zur Sicherstellung der Ende-zu-Ende-Verschlüsselung nur den End-Kommunikationspartnern bekannt sein. Bei Verwendung einer asymmetrischen Verschlüsselung muss sichergestellt sein, dass der geheime Schlüssel (Private Key) ausschließlich im Besitz des Empfängers ist.
Die zu übertragenden Daten werden auf Senderseite verschlüsselt und erst beim Empfänger wieder entschlüsselt. Dadurch können Seitenkanalinformationen, wie sie zum Beispiel teils zur Steuerung des Übertragungsprozesses anfallen, nicht mit verschlüsselt werden, andererseits werden mitwissende Zwischenstationen, an denen die übertragenen Inhalte im Klartext vorliegen, eliminiert. Ende-zu-Ende-Verschlüsselung garantiert daher einen Komplettschutz der übertragenden Datenpakete und erfüllt drei wichtige Ziele der Verschlüsselung im Internet: Vertraulichkeit, Authentizität und Integrität. Die Ende-zu-Ende-Verschlüsselung verhindert das Abhören der Nachricht durch alle anderen, inklusive der Telekommunikationsanbieter, Internetprovider und sogar den Anbieter der genutzten Kommunikationsdienste.

## Verwendung
Gebräuchliche Technik für Ende-zu-Ende-Verschlüsselung ist zum Beispiel OpenPGP und S/MIME bei E-Mail-Verkehr, das Signal-Protokoll, OTR und OMEMO bei Chat-Verkehr, sowie ZRTP/SRTP bei Audio-/Video-Chats und SIP-Telefonie.
Ein Gegenstück ist die Punkt-zu-Punkt-Verschlüsselung, mit der sie auch geschachtelt in Kombination eingesetzt werden kann. Zu kryptografischen Verfahren gibt es die technische Richtlinie BSI TR-02102-1 mit Empfehlungen und Schlüssellängen.

## Sicherheit
Von einem Verschlüsselungsverfahren wird mindestens gefordert, dass ohne den geheimen Schlüssel kein Geheimtext entschlüsselt werden kann. Diese Anforderung ist aber oft zu schwach, denn damit wird nicht verhindert, dass ein Angreifer Informationen über Teile der Nachricht aus dem Chiffrat gewinnen kann. Der etablierte Sicherheitsbegriff Ciphertext Indistinguishability fordert, dass der Angreifer aus einem Chiffrat überhaupt keine Informationen über den Klartext extrahieren können darf außer der Länge des Klartextes, die nicht geheim gehalten werden kann.